# Schloss Altenhofen

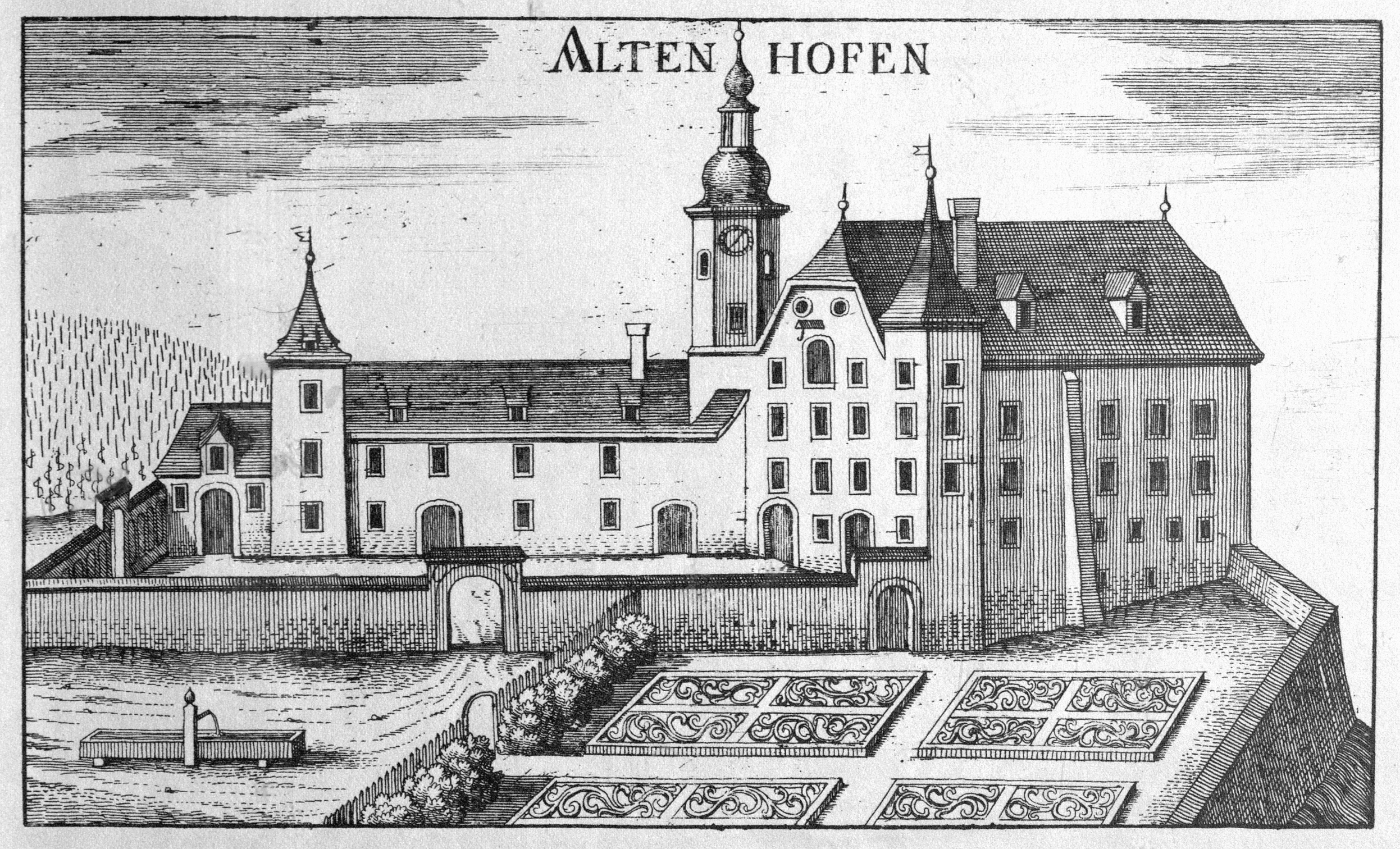
Das Schloss Altenhofen nach Georg Matthäus Vischer 1681 in Topographia Ducatus Stiriae

Schloss Altenhofen war ein Schloss in der heutigen Gemeinde Sankt Oswald bei Plankenwarth im Bezirk Graz-Umgebung in der Steiermark. Seine Geschichte lässt sich bis in das 13. Jahrhundert zurückverfolgen. Seine Wurzeln liegen vermutlich im 10. Jahrhundert. Während seines Bestehens war das Schloss im Besitz mehrerer Adelsfamilien, ehe es 1860 abgetragen wurde.

## Standort
Das Schloss befand sich laut Robert Baravalle am nordöstlichen Rand der heutigen Gemeinde Sankt Oswald bei Plankenwarth, unweit des Bauernhofes mit dem Vulgonamen Triebl bei der Adresse Sankt Oswald Nr. 1. Laut der Josephinischen Landesaufnahme aus dem Jahr 1787 und des GIS-Steiermark befand es sich aber südöstlich von Sankt Oswald. In der Nähe des Schlosses befand sich die Kreuzung der von Graz und Gratwein nach Westen verlaufenden Straßen.

## Geschichte
Der Name Altenhofen lässt auf einen alten Ansitz schließen, der bereits im 10. Jahrhundert errichtet worden sein könnte. Ein Beleg für diesen Ansitz oder dessen Bauherren gibt es jedoch nicht. Der Name Althofen fand wahrscheinlich erst mit der Errichtung der Burg Plankenwarth im 13. Jahrhundert Verwendung. Gesichert ist nur, dass der Ansitz Altenhofen bereits vor dem Bau der Burg Plankenwarth bestand und im Vergleich zu jener auch über eine bessere Ausstattung verfügte. So hatte Altenhofen einen eigenen Burgfried und Gericht, welche beide landesfürstliche Lehen waren. Nach der Errichtung der günstiger gelegenen und besser zu verteidigenden Burg Plankenwarth verlor Altenhofen aber an Bedeutung, diente aber immer noch als Verwaltungsmittelpunkt für die umliegenden Bauernhöfe. Ab dem 13. Jahrhundert ist auch ein Adelsgeschlecht bekannt, das sich nach dem Anwesen von Altenhofen nannte und dessen erster 1254 urkundlich erwähnter Vertreter Mangold von Altenhofen war. Es ist möglich, dass Mitglieder dieser Adelsfamilie die Burg Plankenwarth errichteten.
Ein Mangold von Altenhofen, wahrscheinlich der Enkel des bereits früher urkundlich genannten gleichnamigen Familienmitglieds, schenkte im Jahr 1311 dem Stift Rein mehrere Güter der Herrschaft. Nach seinem Tod im Jahr 1312 kam das Anwesen an Ernst von Teuffenbach, welcher um 1280 Margret, die einzige Tochter Mangolds geheiratet hatte. Ernsts Sohn Ortolf nannte sich auch nach dem Ansitz, der während des gesamten 14. Jahrhunderts im Besitz der Teuffenbacher von Altenhofen blieb, welche ein Zweig der obersteirischen Teuffenbacher waren. Hans von Teuffenbach von Altenhofen tauschte am 24. September 1422 verschiedene Getreidedienste mit dem Stift Rein gegen die Marchfutterrechte an den Stiftsgütern in Sankt Oswald ein. Im Jahr 1433 erhielt Tristram von Teuffenbach das landesfürstliche Lehen über die Gerechtsame des Gutes.
Tristram von Teuffenbach verkaufte am 1. März 1450 den Ansitz Altenhofen an seinen Neffen Ruprecht von Windisch-Graetz, wobei er sich das Recht auf einen innerhalb von 10 Jahren zu erfolgenden Rückkauf einräumte. Von diesem Recht machte er Gebrauch, da er 1462 wieder im Besitz von Altenhofen war. Nur zwei Jahre später verkaufte er es erneut, diesmal an seine eigene Frau Adelheid, von der es unter Einbehalt eines ewigen Wiederkaufrechtes an den ehemaligen Verwalter des Ansitzes Sigmund Roggendorfer kam. Roggendorfer erhielt 1465 auch die landesfürstlichen Lehen des Gutes, aber Tristram von Teuffenbach kaufte den Ansitz erneut zurück. Seine beiden Söhne Andrä und Georg verkauften Altenhofen am 12. Oktober 1473 an ihren Verwandten Ernst von Pranckh. Dieser nutzte Altenhofen als Verwaltungsmittelpunkt für seine seit 1445 im Umkreis erworbenen Güter. In den nachfolgenden Jahren wurde der Ansitz aber wahrscheinlich vernachlässigt, da er bei einer im Jahr 1542 erfolgten Schätzung nur einen eher geringen Wert hatte und in den darauf folgenden Jahren hohe Schulden anhäufte. Aufgrund der Schulden musste Ernst von Pranckh das als verwahrlost bezeichnete Anwesen am 6. Jänner 1582 an den Hofvizekanzler Wolfgang Schranz verkaufen, welcher es wiederum bereits im folgenden Jahr an Martin Pletschnig übergab. Hans von Pranckh, der Bruder von Ernst von Pranckh, hatte aber auch noch Anteile an der Herrschaft, und um seine Ansprüche geltend zu machen, verkaufte er diese an Christof Gabelkhoven. Um dem Streit zwischen den beiden Brüdern zu entgehen, verkaufte Pletschnig seinen Anteil an dem Ansitz an Georg Christof Rüd von Khollenburg, welcher im Jahr 1596 den Streit zu seinen Gunsten entscheiden konnte. Von Khollenburg kam Altenhofen 1600 an Prosper Skoliko, welcher es auf Grund von Schulden an Hans Karl Herzenskraft verkaufte. Dieser wiederum ließ das Anwesen 1612 pfänden und geriet mit den Besitzern von Plankenwarth in Streitigkeiten über die Fischrechte im Liebochbach. Nach Herzenskrafts Tod löste Hans Wilhelm Freiherr von Galler als einer der zahlreichen Erben die Herrschaft an sich, musste sie aber 1630 an Magdalena Freiin von Galler verkaufen. Zu jener Zeit war das Schloss bereits in schlechtem Zustand, und Magdalena bat den Landesfürsten um materielle Unterstützung, um das Gebäude zu erneuern.
Magdalene Freiin von Galler verkaufte Altenhofen schließlich 1641 an Georg Adl, welcher Steuerschulden auf dem Gut ansammelte, so dass sein Sohn Georg Adam es 1651 an Euphrosine Scholastika, Freiin von Wilfersdorf verkaufte. Ihr folgten 1663 Wolf Ehrenreich Paniquar und 1699 Johann Georg Grauf Saurau im Besitz nach. Von Karl Maria Graf Saurau kam Altenhofen 1718 an dessen Schwiegervater Ferdinand Leopold Graf Breuner und von diesem 1729 zurück an seinen Schwiegersohn. Karl Marias Witwe verkaufte das Gut 1731 an Georg von Cronthall. Im Jahr 1739 fand eine Visitation der Schlosskapelle statt. Nach Cronthalls Tod wurde der Konkurs über sein Vermögen verhängt, weshalb seine Söhne die Wälder der Herrschaft schlägern ließen. Im Jahr 1763 wurde Altenhofen von Anton Seyfried Moshart aufgekauft, und durch dessen Witwe kam es 1806 an Karl Graf Stürgkh, welcher es mit seiner Herrschaft Plankenwarth verband. Das verfallene Schloss wurde schließlich 1860 abgetragen.